# Pierluca

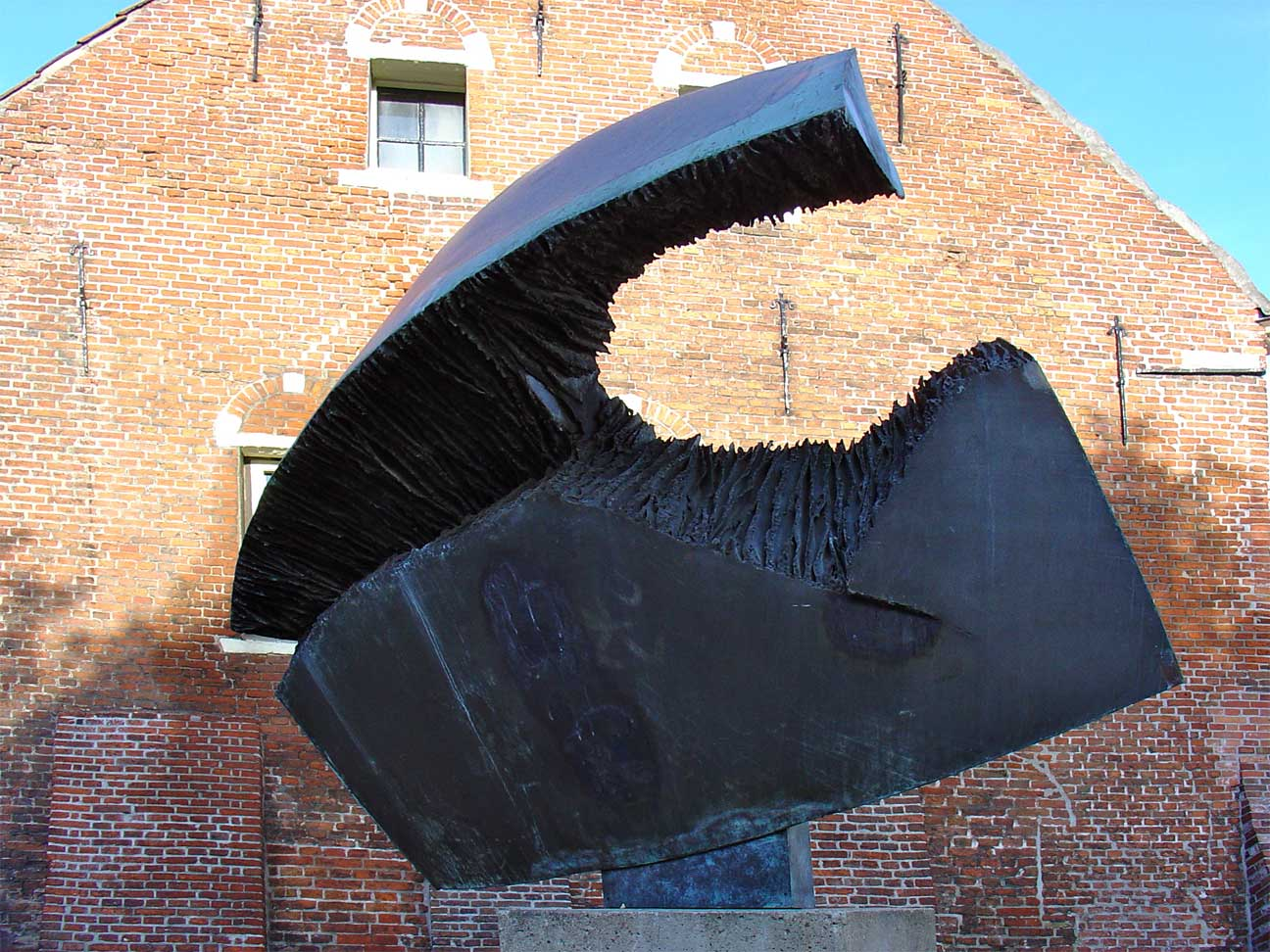
De Grote Verscheuring

Pierluca degli Innocenti, werkzaam onder de naam Pierluca, (Florence, 1926 - Parijs, 26 juli 1968) was een Italiaanse beeldhouwer.

## Leven en werk
Pierluca studeerde van 1948 tot 1956 aan de Accademia di Belle Arti di Firenze in Florence. In het eerste jaar van zijn opleiding ontving hij een prijs van het ministerie van onderwijs. In 1951 hield hij zijn eerste solotentoonstelling. Van 1954 tot 1958 was hij directeur van een atelier dat zich bezighield met de restauratie van gebrandschilderde ramen. Vanaf 1958 wijdde hij zich geheel aan het beeldhouwen. In 1960 verhuisde Pierluca naar Parijs. Hij nam namens Italië deel aan de Biënnale van Venetië en werd in 1964 uitgenodigd voor documenta III in de Duitse stad Kassel.
Pierluca was gespecialiseerd in gelaste plastieken. De verscheuring in Frankrijk als gevolg van de Algerijnse Oorlog verbeeldde hij in een serie werken onder de naam La Grande Lacerazione. Het beeld De Grote Verscheuring, onderdeel van deze serie, werd in 1965 in Groningen geplaatst. Pierluca stierf drie jaar later als gevolg van een ongeval.